# Phyllomys nigrispinus
Phyllomys nigrispinus é uma espécie de roedor da família Echimyidae.
É endêmica do Brasil, onde é conhecida dos estados do Rio de Janeiro ao Paraná.